# L'Élément du crime
Pour les articles homonymes, voir Element of Crime (homonymie).
Ne doit pas être confondu avec Element of Crime (groupe).
Pour plus de détails, voir Fiche technique et Distribution.
L'Élément du crime (Forbrydelsens element) est un film danois de Lars von Trier, sorti en 1984. Il s'agit du premier volet de sa trilogie Europe, les deux autres étant Epidemic et Europa.

## Synopsis
Dans Element of Crime, un détective anglais du nom de Fisher (Michael Elphick), qui est devenu un expatrié vivant au Caire, subit l'hypnose dans le but de se rappeler son affaire précédente. L’Europe de son souvenir onirique est une dystopie, sombre et en décomposition. Fisher se souvient d'avoir poursuivi un tueur insaisissable appelé le « Meurtrier Loto », qui a étranglé et mutilé des jeunes filles qui vendaient des billets de loterie. Il tente de traquer le tueur en utilisant les méthodes controversées présentées dans un livre intitulé The Element of Crime, écrit par son mentor disgracié, Osborne (Esmond Knight). Il est rejoint dans sa quête par une prostituée du nom de Kim (Me Me Lai), qui, il s'avère, a eu un enfant avec sa cible. Les recherches de Fisher sont basées sur un rapport rédigé par Osborne qui explique comment faire pour traquer un meurtrier qui tuait de la même manière que le « Meurtrier Loto », mais qui, prétendument, est décédé dans un accident. Selon la méthode Osborne, l’enquêteur doit tenter de s’identifier avec l'esprit du tueur. Ce qu'il fait, mais, ce faisant, il commence à se comporter de plus en plus comme un tueur en série lui-même.

## Fiche technique
- Titre français : L'Élément du crime[1]
- Titre original : Forbrydelsens element
- Réalisation : Lars von Trier
- Scénario : Lars von Trier et Niels Vorsel
- Producteur : Per Holst
- Société de production : Institut du film danois
- Musique : Bo Holten
- Photo : Tom Elling
- Pays d'origine :  Danemark
- Genre : thriller dystopique
- Durée : 104 minutes
- « Dogma 95 » n’était pas encore formulé à l’époque, mais une des contraintes de ce film fut de réduire la post-production au plus strict minimum.
- Film présenté en avant-première et en présence de Lars von Trier par Jean Douchet dans les locaux de l'université de Jussieu (Paris).
- Dates de sortie :
  - France : 12 mai 1984 (Festival de Cannes) ; 30 janvier 1985[1]
  - Danemark : 14 mai 1984

## Distribution
- Michaël Elphick (VF : André Wilms) : Fisher
- Me Me Lei (VF : Anne Deleuze) : Kim
- Esmond Knight (VF : Yves Barsacq) : Osborne
- Jerold Wells (VF : Jacques Frantz) : Kramer
- Ahmed El Shenawi (VF : Michael Lonsdale) : le thérapeute
- Lars von Trier

## Distinctions
- Festival de Cannes 1984 : 
  - Grand prix technique
  - Sélection officielle, en compétition